# Tapinella atrotomentosa
Tapinella atrotomentosa là một loài nấm trong họ Tapinellaceae của Agaricales. Ban đầu nó được mô tả là Paxillus atrotomentosus bởi nhà tự nhiên học Đức August Batsch, và được đặt tên như ngày nay bởi Šutara vào năm 1992. Nó là loài nấm không ăn được mọc ở các gốc cây bị gãy của loài thông châu Âu và Bắc Mỹ.